# Hiperglikemija
Hiperglikemija je stanje povišenog nivoa šećera u krvi, iznad 6,1 milimola po litru. Ovo stanje se najčešće povezuje sa stresnim situacijama, npr. infekcije ili neka druga oboljenja, ekstremni fizički napor, emocionalni stres itd. U savremenoj medicini hiperglikemija uglavnom predstavlja manifestaciju šećerne bolesti, odnosno znak loše regulisane bolesti.
Kod obolelih od šećerne bolesti hiperglikemija može nastati zbog neadekvatne terapije (nedovoljne doze insulina ili tabletiranog leka, neredovnog uzimanja terapije), prevelikog unosa hrane naročito ugljenih hidrata, nedostatka fizičke aktivnosti, povećanog stresa, prisustva neke druge bolesti ili infekcije.
Ukoliko kod osoba koje nemaju dijagnozu šećerne bolesti, a nivo šećera u krvi ostaje na visokom nivou danima ili nedeljama ipak treba posumnjati na šećernu bolest ili kliničkim ispitivanjima utvrditi njen uzrok.

## Istorijat poremećaja
Hiperglikemija, čiji uzroci nisu bili poznati do kraja 19. veka, uočena je još pre 3.500 godina. Prvi put je opisana na staroegipatskom papirusu koji je otkriven 1862. godine u grobnici u okolini Tebe. Njegov sadržaj je 1878. dešifrovao nemački egiptolog Georg Ebers. On je u njemu otkrio da je bolest sa hiperglikemijom opisana kao bolest koja se odlikuje jakom žeđi i čestim i obilnim mokrenjem. 
Zapisi na sanskritu (oko 500. godine p. n. e) opisuju „medenu mokraću“, koja se pominje i u brojnim drugim spisima lekara iz prethrišćanskog perioda. 
Najpoznatiji efekat hiperglikemije, pojava poliurije, bio je poznat već u antičko doba. Početkom 1. veka rimski lekar Celzije opisao je bolesnika sa simptomima hiperglikemije, a jedan vek kasnije je antički lekar Aretej iz Kapadokije u svojim spisima detaljno opisao ovaj poremećaj. Otprilike u isto vreme su prikaz bolesti dali kineski lekar Čang-Čang i indijski lekar Šušruta, koji kaže da je to bolest ljudi koji „konzumiraju mnogo pirinča, skrobaste hrane i šećera“. 
Jedan od najstarijih sačuvanih opisa potiče iz Abetaja u 2. veku nove ere, da bi lekari u 3. veku uočili da psi ližu mokraću osoba sa hiperglikemijom (zbog visoke koncentracije glukoze), pa su počeli da koriste ove životinje u otkrivanju bolesti. Sličan princip je koristio i Ratsimamanga, lekar sa Madagaskara, koji je od svojih pacijenata tražio da mokre pored mravinjaka i potom pratio da li se mravi skupljaju na mokraću. 
Persijski lekar i filozof Avicena je u 11. veku opisao dijabetesnu gangrenu, a nešto kasnije je uočeno da se kod obolelih od dijabetesa često javljaju čirevi i tuberkuloza. 
Čuveni lekar Paracelzus je u 14. veku pronašao kristale u mokraći dijabetičara, ali nije otkrio i prirodu tih kristala. On je smatrao da je uzrok bolesti „suvišna toplota u bubrezima“. 
Engleski lekar Tomas Sidenhajm je u 15. veku izneo teoriju da šećerna bolesti nastaje „kao posledica nepotpunog varenja hilusa u krvi, pri čemu se izlučuju neasimilovani sastojci“. Njegov zemljak Morton je krajem 17. veka konstatovao da je u pitanju nasledno oboljenje. 
Iako je pojava urina sa ukusom meda  poznata dugo vremena,  tek 1776. Metju Dobson je prvi otkrio šećer u mokraći . Tada je detekcija šećera u mokraći vršena testovima fermentacije kvasca.  
Italijanski anatom Đovani Batista Morganji je u 18. veku u svojoj knjizi „O sedištu i uzrocima bolesti“ zapisao da je dijabetes oboljenje sa nepoznatim središtem (latinski: Morbus in sede incerto locus).
Tek je kasnije otkrivena uloga pankreasa u nastanku šećerne bolesti zahvaljujući radovima švajcarca Johana Konrada Brunera (koji je psima odstranjivao pankreas i tako izazivao simptome dijabetesa), francuza Kloda Bernara (koji je postavio temenje ekserimentalne fiziologije i proučavao jetru i pankeas) i nemca Paula Langerhansa.
Kroz istoriju medicine termin hiperglikemija i njene granične vrednosti u krvi definisane su različito, pa se tako: do kraja 19. veka smatralo „da je svako prisustvo šećera u krvi patološko stanje”. 
Prisustvo šećera u krvi, posebno dijabetičara, bilo je predmet naučnih istraživanja u prvoj polovini 19. veka. Sa tada uobičajenom metodom testiranja krvi prema Vilijamu Hajdu Volastonu, nije se mogao pružiti odgovarajući dokaz.
Fridrih Ludvig Hunefeld je 1839. opisao upotrebu sumporne kiseline za ispitivanje šećera u mokraći (prema Rungeu ) kao osetljiviju od fermentacije i smatrao je da je moguće koristiti ovu metodu za ispitivanje krvi u skladu sa tim. Prvi stvarni hemijski test šećera, koji se naziva i Tromerov test, uveo je 1841. Karl Avgust Tromer (1806-1897). Dalji uzorci šećera razvijeni su 1844. (od strane Džona Mura i Johana Florijana Helera ) i 1848. (od strane Hermana fon Felinga ).Prvi hemijski metod koji je omogućio korisnu procenu nivoa šećera u krvi bio je Pettenkoferov test šećera. Nakon dodavanja rastvora žuči i sumporne kiseline u krvni serum dolazi do promene boje usled zagrevanja, što zavisi od nivoa šećera u krvi. Ovu metodu je opisao Pettenkofer 1844. godine ali se ona takođe  pominjala i u kazuistici 1847. godine, odnosno klinički se koristila kao metoda.
Godine 1868. sumnja se u vezu između nivoa šećera u krvi i poliurije. Ali već su postojale odgovarajuće teze o toj vezi.
Kada je 1885. godine otkriveno da se šećer u krvi javlja i kod zdravih ljudi, donet je konsenzus po kome je odlučeno da se vednosti šečera preko 210 — 260 mg / dl koje se izlučuje mokraćom, smatraju povišenim vrednostima, i da se do tih vrednost hiperglikemija ne smatra bolešću. 
Nakon uvođenja rutinskog određivanja šećera u krvi, i proglašavanja hiperglikemije uzrokom pojedinih bolesti, zauzet je stav da sve vrednosti glikemije do 100 mg / dl nisu znak bolesti. Nakon primene OGTT testa određena je i granična vrednost šećera, u ovom testu, koja kod zdravih osoba iznosi 140 mg /dl. 
Potom je za šećernu bolest zauzet je stav, da kod ove bolesti bolesnici moraju imati nivo šećera u krvi iznad 125 mg/dl ili vrednost OGTT oko 200 mg/dl.

## Etiopatogeneza
Hiperglikemija se javlja kada je nivo glukoze u krvi iznad normalnih vrednosti (od 3.0 do 5,3 mmol/l). 
S obzirom da je insulin osnovni hormon koji reguliše ulazak glukoze iz krvi u većinu ćelija (osim u centralnom nervnom sistemu), njegov nedostatak ili smanjeni senzibilitet receptora za insulin igraju glavnu ulogu u nastanku hiperglikemije.
Većina ugljenih hidrata iz hrane se u procesu varenja pretvara u monosaharid (prosti šećer) glukozu i u tom obliku dospeva u krv. Krvnom strujom ona se prenosi do svih ćelija organizma i koristi se kao izvor energije, deponuje kao glikogen ili skladišti kao masno tkivo. Kada količina glukoze dostigne određeni nivo (npr. posle obroka), beta-ćelije Langerhansovih ostrvaca pankreasa luče hormon insulin. On omogućava ćelijama da apsorbuju glukozu, a osim toga on predstavlja i osnovni kontrolni signal za konverziju glukoze u glikogen (polisaharid koji se skladišti u jetri i mišićnim ćelijama, i po potrebi se ponovo pretvara u glukozu i koristi kao izvor energije). Normalne vrednosti šećera u krvi iznose 3,3-5,5 mmol.
Bez insulina, glukoza ne može ući u ćelije, što uslovljava porast njene koncentracije u krvi, tj. dovodi do stanja poznatog kao hiperglikemija. Po definiciji, dijabetesom se naziva stanje kada je količina šećera u krvi veća od 7,0 mmol (126 mg/dL). 
Hiperglikemija smanjuje mnoge anaboličke procese u organizmu: ometa rast i deobu ćelija, sintezu proteina, taloženje masti i dr. Osim toga, izaziva poremećaje metabolizma i brojne druge komplikacije i bolesti.
Hiperglikemija se može javiti zbog raznih poremećaja, najčešće u slučaju problema sa endokrinim sistemom i šećernom bolešću, kao posledica djelovanja hormona inzulina. Ako nedovoljno ima ili ga nema nastaje interakciju sa ćelijama u organizmu, i pojave viška šećera. Glavni razlozi zbog kojih hiperglikemije razvija, su: 
- Stresne situacije.
- Poremećaj u ishrani.
- Negativa uticaj nekih medicinskih preparata (npr rituksimaba, tiazidni diuretici, inhibitori proteaze, kortikosteroidi, antidepresivi.
- Nakon određenih bolesti (npr infarkt miokarda, moždani udar, zarazna bolest ili zapaljenski proces) koji remete prirodnu regulaciju šećera u krvi.
- Zloupotreba alkohola i pušenje.
- Hipertireoze i druge endokrine bolesti.
- Urođeno ili stečeno oštećenja gušterače.

### Oblici hiperglikemije
Hiperglikemija se može javiti u različitom obliku kao - laki, srednji i teški, pre svega u zavisnosti od nivoa glukoze u krvi. 
- Blagom oblik hiperglikemije — karakterišu vrednosti glikemije od 6 do 10 mmol/l,
- Srednje teški oblikhiperglikemije — karakterišu vrednosti glikemije je od 10 do 16 mmol/l,
- Teški oblik hiperglikemije — karakterišu vrednosti glikemije znatno iznad 16 mmol l.

Ako je nivo glukoze raste više od 16,5 mmol/l, može doći do predkomatoznog stanja, a ako nivo prelazi granicu do 55,5 mmol/l bolesnik pada u komu, koja može završiti smrtonosno.

## Klinička slika
Hiperglikemija ne izaziva simptome dok se vrednosti glukoze značajno ne podignu - obično iznad 10 do 11 milimola po litru (mmol/l). Simptomi hiperglikemije se razvijaju lagano tokom nekoliko dana ili nedelja. Što duže traje visok nivo šećera u krvi, teže su njeni simptomi, među kojima su najznačajniji: 
Učestalo žeđanje (polidipsija)
U nastojanju da obnovi ravnotežu šećera u krvi, telo pokušava da se oslobodi viška šećera preko urina. Kao rezultat toga, bubrezi su prisiljeni da rade prekomerno apsorbujući višak šećera. Ali, pošto nisu u mogućnosti da adekvatno prate opterećenje glukozom, oni izvlače tečnosti iz tkiva uz višak šećera. Tako nastaje začarani krug u kome, što se više tečnosti izgubi, sve više jača želja za njenim unosom. 
Povećana glad (polifagija)
Višak šećera u krvotoku je pokazatelj da telo nije u stanju da ga koristi kao gorivo. Zbog toga, ćelije postaju gladne zbog nedostatka energije i javlja se osećaj gladi. U uslovima stalne gladi stvara se začarani krug u kome i pored toga što se više ugljenih hidrata konzumirate, sve više rasta nivo šećera u krvi, a telesna težina pada.
Gubitak telesne težine
Gubitak telesne težine nastaje i pored normalnog ili preteranog unosa hrane jer telo nije u stanju da koristi šećer u krvotoku kao gorivo
Promene u ustima i disanju
Mučnina, povraćanje, voćni zadah, duboko i brzo disanje i gubitak svesti su indikacije brojnih poremećaja izazvanih hiperglikemijom. Ovi simptomi mogu biti znaci upozorenja koji ukazuje na druge bolesti vezane za šećernu bolest koje mogu rezultirati smrću ako se ne leče odmah.
Učestalo mokrenje (poliurija)
Učestalo mokrenje, posebno noću, kada bubrezi pokušavaju da izvlačenjem što više vode iz tkiva pokušavaju da oslobode višak šećera iz krvi preko mokraće.
Poremećaj vida
Visoki nivo šećera primorava telo da eliminiše višak tečnost iz tkiva, uključujući i očna sočiva, što može uticati na vidnu sposobnost zbog narušenog fokusiranja sočiva, što rezultuje zamućenim vidom.
Malaksalost i umor
Kada se šećer gomila u krvi, on ostavlja ćelije bez energije, pa ćelije postaju gladne zbog nedostatka hrane, što ima za posledicu pojavu osećate malaksalosti ili umora. Ovo se obično može dogoditi neposredno nakon obrok, posebno onih koji su bogati ugljenim hidratima.
Hiperglikemični hiperosmolarni neketotički sindrom
Hiperglikemična hiperosmolarna neketotična koma (HHNKC) predstavlja izuzetno ozbiljnu komplikaciju hiperglikemije koja se može desiti kod onih osoba sa dijabetesom tipa 1 ili tipa 2, kod onih koji nisu zavisni od insulina (dijabetes tipa 2).
HHNKC se odlikuje opasno visokim nivoom šećerom u krvi preko 600 mg/dL i obično se javlja ili putem infekcije kao što je pneumonija, infekcija urinarnog trakta ili nemogućnost efikasne regulacije šećera u krvi. Ako se ne leči, to može dovesti do kome, pa čak i smrti.
Znaci i simptomi ovog sindroma uključuju: ekstremnu žeđ, konfuziju, groznicu, slabosti ili paralize na jednoj strani tela, 
Najbolji način za sprečavanje HHNKC-a jeste redovno uzimanje lekove i održavanje što nižeg nivoa šećera u krvi.
Erektilna disfunkcija
Srčana aritmija,
Klinička slika bolesti je kod nekih osoba „podmukla” jer i pored dugotrajne hiperglikemije oni duže vreme ne ispoljavaju simptome uprkos povišenim nivoima šećera u krvi.

## Dijagnoza
Prema poslednjim važećim preporukama SZO i IDF za 2006 god, određivanje nivoa šećera u krvi (ili glikemije), odnosno hiperglikemije, vrši se iz venskog uzorka plazme i dalje ostaje osnova testiranja glukozne tolerancije i treba da bude standardni metod za određivanje hiperglikemije i saopštavanje nalaza. Prema ovim preporukama jedan od dijagnostički kriterijumi SZO za hiperglikemiju mogu se prikazati u dva oblika, kao stanja oštećene glikemije i stanja hiperglikemije povezana sa šećernom bolešću:
Stanja oštećena glikemija našte (IFG; impaired fasting glucose) — su ona kod kojih je glikemija našte u plazmi 6,1 do 6,9 mmol/lli vrednosti plazma glukoza u 120 min OGTT testu < 7.8 mmol/l.
Stanja hiperglikemije povezana sa šećernom bolešću — su ona kod kojih su vrednosti šećera u krvi uzetoj našte ≥ 7.0 mmol/l ili vrednosti plazma glukoza u 120 min OGTT testu ≥ 11.1 mmol/l

### HbA1c kao kriterijum i za postavljanje dijagnoze hiperglikemije u dijabetesu
Međunarodni ekspertski komitet, Američke asocijacije za dijabetes (ADA), Evropske asocijacije za studije u dijabetesu (EASD) i Međunarodne dijabetesne federacije (IDF), koji je osnovan 2008.g. u cilju određivanja novih sredstava za dijagnozu dijabetesa, izdao je konsenzus preporuka i uvrstio HbA1c kao kriterijum i za postavljanje dijagnoze dijabetesa. 
Glikozilirani hemoglobin (HbA1c) odražava prosečnu vrednost glikemije u plazmi tokom prethodna 2–3 meseca u jednom merenju, koje može biti sprovedeno bilo kada u toku dana i ne zahteva posebne pripreme uključujući i stanje gladovanja. Naime, ranije je pokazana značajna povezanost između nivoa HbA1c i prevalence retinopatije, koja odgovara povezanosti glikemije našte ili 2h vrednosti glikemije nakon OGTT i prevalenci retinopatije u većini populacija. Ovi nalazi sugerišu da pouzdana mera hronične hiperglikemije, kao što je HbA1c, koja obuhvata stepen izloženosti hiperglikemiji tokom vremena, a koja je povezana sa rizikom za pojavu komplikacija (retinopatija), kao bolji biohemijski marker dijabetesa može predstavljati i bolje dijagnostičko sredstvo.

## Terapija
Hiperglikemiju je moguće uspešno korigovati. Iako postoje savremena ne samo terapijska sredstva, veliki značaj se pridaje edukaciji, kako bi pacijent shvatio da su nefarmakološke ili higijensko-dijetetske mere, ili promena životnog stila važne mere za samokontrolu dnevno kretanje glikemija. 
Kod šećerne bolesti (najčešćeg uzroka hronične hiperglikemije), lečenje ima za cilj održavanje nivoa glukoze u krvi što je moguće bliže normalnim vrednostima, kako bi se izbegle ozbiljne dugoročne komplikacije. Ovo se postiže kombinacijom pravilne ishrane, redovnog vežbanja i insulina ili drugih lekova kao što je metformin, itd.
Oni sa hiperglikemijom mogu se lečiti upotrebom sulfonilureje ili metformina ili oboje. Ovi lekovi pomažu poboljšanjem kontrole glikemije. Inhibitor dipeptidil peptidaze-4 sam ili u kombinaciji sa bazalnim insulinom može se koristiti kao tretman za hiperglikemiju kod pacijenata koji su još u bolnici.
Hiperglikemija se takođe može poboljšati manjim promenama načina života. Povećanje aerobnih vežbi na najmanje 30 minuta dnevno dovodi do toga da telo bolje koristi akumuliranu glukozu pošto se glukoza pretvara u energiju od strane mišića. Praćenje kalorija, uz ograničenja unosa po potrebi, može smanjiti prejedanje, što doprinosi regulaciji hiperglikemiji.
Dijeta koja sadrži više zdravih nezasićenih masti i ugljenih hidrata od celog zrna pšenice, kao što je mediteranska dijeta, može pomoći u smanjenju unosa ugljenih hidrata radi bolje kontrole hiperglikemije. Dijete kao što su povremeni post i ketogena dijeta pomažu u smanjenju potrošnje kalorija što može značajno smanjiti hiperglikemiju.
Ugljeni hidrati su glavni uzrok hiperglikemije - namirnice koje nisu od celog zrna treba zameniti proizvodima od celog zrna. Iako je voće deo kompletne hranljive ishrane, unos voća treba ograničiti zbog visokog sadržaja šećera.
U komunikaciji sa svojim lekarom pacijent mora utvrditi u čemu greši u životnom stilu, ili možda u terapiji, koja nije adekvatna i u tom smislu spreči hroničnu hiperglikemiju. 
Često je veoma bitno da se pravovremeno reaguje na hiperglikemiju, i da se ne dozvoli da hiperglikemija dugo traje bez lečenja, jer postoje postupci koji mogu da je koriguju. Samo pravovremeno i adekvatno reagovanje na hiperglikemiju sa aspekta povećanog rizika, smanjuje procenat od hroničnih komplikacija.

## Posledice
Prema Američkom udruženju za šećernu bolest, kod pacijenata sa dijabetesom tipa 2, hiperglikemija (visok nivo glukoze u krvi) se obično razvija postepeno i, u ranijim fazama, često nije dovoljno jaka da bolesnik oseti bilo kakve klasične simptome. Ovo je možda razlog zašto mnogi ljudi nisu dugi niz godina sposobni da prepoznavanja simptoma visokog nivoa šećera u krvi i postepeno ulaza u dijabetes, koje je bolje na vreme, saznanjem o hiperglikemiji sprečiti nego kasnije njene posledice lečiti.
Za one koji su već dijagnostifikovani da imaju hiperglikemiju sporadično, ne znači da su u neposrednoj opasnosti od šećerne bolesti. Međutim, hronično povišeni šećer u krvi može biti problematičan. Vremenom, nivoi šećera u krvi koji su previsoki mogu uticati na mala i velika krvne sudova tela, što dovodi do teških komplikacija na očima, srcu, nervnom sistemu, bubregu i stopalima.

## Spoljašnje veze
- Hyperglycemia in infants – from MedlinePlus

|  | Molimo Vas, obratite pažnju na važno upozorenje u vezi sa temama iz oblasti medicine (zdravlja). |